# سازمان دریا
سازمان دریا یا روستا دریا، روستایی از توابع بخش مرکزی شهرستان رامیان در استان گلستان ایران است.
سازمان دریا روستایی کوچک از اهالی سیستانی آن منطقه می‌باشد و فامیلهای همه آنها دریا می‌باشد
و خیار و هندوانه و گوجه و بادمجان و باقلی و گندم و شالی و ذرت و تمشک و… کاشته می‌شود.

## جمعیت
این روستا در دهستان دلند قرار دارد و براساس سرشماری مرکز آمار ایران در سال ۱۳۸۵، جمعیت آن ۲۲۶ نفر (۴۹خانوار) بوده‌است.